# Аксенгир (река)
Аксенгир (каз. Ақсеңгір) — река в Жамбылском районе Алматинской области, левая составляющая Курты. Длина реки — 66 км. Площадь водосборного бассейна — 8420 км². Среднегодовой расход воды составляет 1,68 м³/с.

## Описание
Начинается на слиянии рек Шолак-Карагалы и Карасу у села Балгабек Кыдырбекули. В месте слияния истоков образован пруд, лежащий на высоте 733,6 м над уровнем моря. Течёт в северном направлении. При слиянии с Узын-Карагалы образует реку Курты. В низовьях имеет ширину 16 м и глубину 0,5 м.
На берегу расположены поселки Балгабек Кыдырбекулы, Жайсан, Аксенгир, Кокдала.
Основные притоки — Копа (лв.), Тургынды (лв.), Курозек (пр.), лог Кызылащыбулак (лв.).